# Albert Michant
Albert Michant  foi um jogador de polo aquático e oficial belga, medalhista olímpico.
Albert Michant fez parte dos elencos medalha de prata de Paris 1900 e Londres 1908. Era membro do Brussels Swimming and Water-Polo Club.